# Општина Балк (Бихор)
Балк (рум. Balc) општина је у Румунији у округу Бихор.
Oпштина се налази на надморској висини од 142 m.